# Qihoo
Qihoo 360 Technology (NYSE: QIHU), o también conocida como Qihoo 360 o Qihoo, es una empresa de software conocida por sus antivirus (360 Safeguard y 360 Mobile Safe), navegador web (360 Browsers) y tienda de aplicaciones móviles.
Fue fundada por Zhou Hongyi y Qi Xiangdong en junio de 2005. Qihoo 360 alcanzó 450 millones de usuarios con su software de Internet Security (antivirus para PC) y 207 millones de usuarios versión de antivirus móvil, tan solo en diciembre de 2012.

## Modelo corporativo
Qihoo 360 comenzó vendiendo software de antivirus a terceros. Pronto descubrieron el poder del "modelo corporativo gratuito" en el mercado chino y comenzaron a proveer a los usuarios sus suites de seguridad, totalmente gratuitas. En muy poco tiempo, los productos de Qihoo 360 obtuvieron gran popularidad en China. Las ganancias son generadas mediante publicidad, generalmente a juegos, soporte técnico, y más.

## Productos
- 360 Internet Security - Producto de seguridad para PC, lanzada el 11 de junio de 2013.
- 360 Mobile Security - Producto de seguridad para Android, lanzada el 11 de junio de 2013.
- 360 Safe Guard - Producto "Internet Security" incluyendo antivirus y optimización del sistema.
- 360 Mobile Safe - Antivirus móvil y productos de seguridad para Android, iOS, y Symbian.
- 360 Battery Plus - Aplicación para ahorrar energía, supervisar su consumo y el estado de la batería.
- 360 Secure Browser - navegador web a base de la tecnología de (Internet Explorer) y tecnología Webkit (Google Chrome, Safari), significando que, dependiendo de la página requerida por el usuario, 360 Browser elige la tecnología más óptima para la situación.
- 360 Mobile Assistant - Aplicación móvil que permite descargar e instalar aplicaciones para Android desde el PC.

## Financiamiento
Las principales ganancias de Qihoo 360 se centran en la publicidad en su página web, así como la publicidad que los desarrolladores de juegos publicaban en 360 Mobile Assistant. Las ganancias de 2012 fueron bastante claras: 67% por publicidad, 31% del servicio de valor añadido de internet, y menos de 1% por ventas de software a terceros. Las ganancias aumentaron un 96%, de $167,9 millones en 2011 a $329 millones en 2012. Hasta enero de 2014, el capital de la empresa es de $11,42 billones.

## Nuevas iniciativas
En el verano de 2012, Qihoo 360 entró en el mercado del teléfono inteligente publicando el BattleShip Phone junto a Haier, la gran empresa electrónica china. Qihoo 360 afirmó que Haier proveería el hardware mientras que el software sería proporcionado por Qihoo funcionando bajo Android. Qihoo 360 recibió más de 220,000 reservas para el teléfono el mismo día.
Más tarde en 2012, Qihoo 360 entró en el negocio de los buscadores publicando so.com, competencia de Baidu, el motor de búsqueda dominante de China. 
El 18 de julio de 2013, Qihoo lanzó su nuevo motor de búsqueda Leidian.com.

## Futura expansión
En 2013, la empresa anunció que pretendía lograr una expansión del soporte al idioma inglés, ruso, japonés, español, alemán, francés y coreano. 
La firma anunció a fines de 2013 que estaba a punto de adquirir el motor de búsqueda Sogou por una cantidad de $1,4 billones.